# BCKDHA
BCKDHA (англ. Branched chain keto acid dehydrogenase E1, alpha polypeptide) – білок, який кодується однойменним геном, розташованим у людей на короткому плечі 19-ї хромосоми. Довжина поліпептидного ланцюга білка становить 445 амінокислот, а молекулярна маса — 50 471.
| 10         |  | 20         |  | 30         |  | 40         |  | 50         |
| ---------- |  | ---------- |  | ---------- |  | ---------- |  | ---------- |
| MAVAIAAARV |  | WRLNRGLSQA |  | ALLLLRQPGA |  | RGLARSHPPR |  | QQQQFSSLDD |
| KPQFPGASAE |  | FIDKLEFIQP |  | NVISGIPIYR |  | VMDRQGQIIN |  | PSEDPHLPKE |
| KVLKLYKSMT |  | LLNTMDRILY |  | ESQRQGRISF |  | YMTNYGEEGT |  | HVGSAAALDN |
| TDLVFGQYRE |  | AGVLMYRDYP |  | LELFMAQCYG |  | NISDLGKGRQ |  | MPVHYGCKER |
| HFVTISSPLA |  | TQIPQAVGAA |  | YAAKRANANR |  | VVICYFGEGA |  | ASEGDAHAGF |
| NFAATLECPI |  | IFFCRNNGYA |  | ISTPTSEQYR |  | GDGIAARGPG |  | YGIMSIRVDG |
| NDVFAVYNAT |  | KEARRRAVAE |  | NQPFLIEAMT |  | YRIGHHSTSD |  | DSSAYRSVDE |
| VNYWDKQDHP |  | ISRLRHYLLS |  | QGWWDEEQEK |  | AWRKQSRRKV |  | MEAFEQAERK |
| PKPNPNLLFS |  | DVYQEMPAQL |  | RKQQESLARH |  | LQTYGEHYPL |  | DHFDK      |

A: Аланін

C: Цистеїн

D: Аспарагінова кислота

E: Глутамінова кислота

F: Фенілаланін

G: Гліцин

H: Гістидин

I: Ізолейцин

K: Лізин

L: Лейцин

M: Метіонін

N: Аспарагін

P: Пролін

Q: Глутамін

R: Аргінін

S: Серин

T: Треонін

V: Валін

W: Триптофан

Кодований геном білок за функціями належить до оксидоредуктаз, фосфопротеїнів. 
Задіяний у таких біологічних процесах, як ацетилювання, альтернативний сплайсинг. 
Білок має сайт для зв'язування з іонами металів, калію, тіамін-пірофосфатом. 
Локалізований у мітохондрії.